# Mohammad Akefian
Mohammad Akefian (persisch محمد عاکفیان; * 31. Mai 1984 in Isfahan) ist ein ehemaliger iranischer Sprinter, der sich auf den 400-Meter-Lauf spezialisiert hat. Seine größten Erfolge feierte er mit Siegen über 400 Meter bei den Hallenasienmeisterschaften 2004 und den Hallenasienspielen 2005.

## Sportliche Laufbahn
Erste Erfahrungen bei internationalen Meisterschaften sammelte Mohammad Akefian vermutlich im Jahr 2002, als er bei den Asienmeisterschaften in Colombo in der Vorrunde im 400-Meter-Lauf disqualifiziert wurde. Anschließend belegte er bei den Juniorenasienmeisterschaften in Bangkok in 47,96 s den vierten Platz über 400 Meter und gewann mit der iranischen 4-mal-100- und 4-mal-400-Meter-Staffel jeweils die Bronzemedaille. Im Jahr darauf schied er bei den Asienmeisterschaften in Manila mit 21,50 s im Halbfinale im 200-Meter-Lauf aus und kam über 400 Meter mit 47,12 s nicht über den Vorlauf hinaus. 2004 siegte er in 48,71 s bei den erstmals ausgetragenen Hallenasienmeisterschaften in Teheran über 400 Meter sowie in 3:16,99 min auch in der 4-mal-400-Meter-Staffel. Im Jahr darauf belegte er bei der Sommer-Universiade in Izmir in 47,14 s den achten Platz über 400 Meter und kam mit der Staffel im Vorlauf nicht ins Ziel. Anschließend gelangte er bei den Asienmeisterschaften in Incheon mit 46,93 s auf den sechsten Platz im Einzelbewerb und belegte mit der Staffel mit neuem Landesrekord von 3:08,75 min den vierten Platz. Im November siegte er in 47,83 s bei den Hallenasienspielen in Bangkok und sicherte sich mit der Staffel in 3:18,81 min gemeinsam mit Hashem Khazaei, Abolfazl Dehnavi und Amir Payahoo die Silbermedaille hinter dem Team aus Thailand. Im Dezember wurde er bei den Westasienspielen in Doha im Finale über 400 Meter disqualifiziert. 2007 gewann er bei den Asienmeisterschaften in Amman in 46,93 s die Bronzemedaille über 400 Meter hinter dem Sri-Lanker Prasanna Amarasekara und seinem Landsmann Reza Bouazar und mit der 4-mal-400-Meter-Staffel belegte er in 3:08,64 min den vierten Platz. Anschließend schied er bei der Sommer-Universiade in Bangkok mit 47,21 s im Halbfinale über 400 Meter aus und im Oktober belegte er bei den Hallenasienspielen in Macau in 49,06 s den sechsten Platz. 2011 bestritt er in Teheran seinen letzten offiziellen Wettkampf und beendete daraufhin seine aktive sportliche Karriere im Alter von 27 Jahren.
2005 wurde Akefian iranischer Meister im 400-Meter-Lauf.

## Persönliche Bestzeiten
- 200 Meter: 21,50 s, 13. Mai 2003 in Schiras
- 400 Meter: 46,71 s, 15. Juli 2005 in Teheran
  - 400 Meter (Halle): 47,83 s, 14. November 2005 in Bangkok